# Bravski Vaganac (Petrovac)
Bravski Vaganac (szerbül: Бравски Ваганац) falu Bosznia-Hercegovinában, Bosanska krajina területén, a Szerb Köztársaságban. A daytoni békeszerződés után megosztott Bravski Vaganac településenek a Szerb Köztársaság területéhez tartozó, kis része.

## Fekvése
Bosznia-Hercegovina nyugati részén, Banja Lukától légvonalban 62, közúton 99 km-re délnyugatra, községközpontjától 4 km-re északkeletre, a Bravsko polje déli részén, a Srnetica-hegység magaslatainak (Lisina, Crijemusarica, Banjački vrh, Krstasti vrh és Kukerda) lábánál, a Bosanski Petrovac - Ključ út közvetlen közelében található. A település fekvése jóval magasabban van, mint a mező, de még mindig nem annyira, hogy elérje az említett csúcsokat. A település két részre, Vaganacra és Lerkovacra oszlik, de a házak többnyire szétszórtan állnak. Hiányzik a víz, mert nincs egyetlen forrás sem. Olyan kutakat használnak, amelyek a talajon átszivárogva gyűjtik össze a vizet.

## Népessége
| Nemzetiségi csoport | Népesség 1991 | Népesség 2013 |
| ------------------- | ------------- | ------------- |
| Szerb               | 97            | 0             |
| Bosnyák             | 0             | 0             |
| Horvát              | 0             | 0             |
| Jugoszláv           | 1             | 0             |
| Egyéb               | 0             | 0             |
| Összesen            | 98            | 0             |

## Története
Az ókorban itt vezetett át az a római út, amely Dalmáciából a Szana völgyébe vezetett. A település kijáratánál egy római útjelző követ is találtak, amely a Dalmáciából Pannóniába vezető római út áthaladását jelzi. A középkorban ez a terület a horvát-magyar állam része volt, majd 1463-ban ez a terület is az oszmán állam része lett. Területe 1878-ig tartozott az Oszmán Birodalomhoz, majd az Osztrák-Magyar Monarchia része lett. A monarchia szétesésével 1918-ben előbb a Szerb-Horvát-Szlovén Királyság, majd 1929-től a Jugoszláv Királyság része. A Jugoszláv Királyságban a falu a Vrbaska banovina része volt. Jugoszlávia megszállása után a falu a Független Horvát Állam (NDH) része, majd 1945-től a szocialista Jugoszlávia része volt.
1941-ben a település a Független Horvát Állam része lett. Ezt követően indult meg a boszniai szerbek felkelése a horvát uralom ellen. 1941. szeptember 2-án és 3-án a horvát 10. gyalogezred Bosanski Petrovacból Kljuć irányába előretörve megtisztította a terepet, köztük Bravski Vaganacot a felkelőktől és felgyújtotta a települést. Szeptember 16-án egy körülbelül 50 csetnikből álló csetnik csapat támadt a Bravski Vaganacban állomásozó horvát század katonáira. A harcban 6 honvéd meghalt és 6 megsebesült.
A település 1995 szeptemberéig a boszniai szerb katonai egységek ellenőrzése alatt állt. A boszniai háborút lezáró daytoni békeszerződés rendelkezése alapján az ország területét felosztották a Bosznia-hercegovinai Föderáció és a boszniai Szerb Köztársaság között, ennek során a település nagyobbik része a föderációhoz került, csak egy kisebb terület került Szerb Köztársasághoz.

## Nevezetességei
- Gradina – bronzkori erődítmény maradványai. Az itt talált leletek között sok ókori kerámiatöredék került elő.[8]

- A településen három aknabarlang található. A Rakina poljana melletti barlang a 820 méter magas Zdeni del tetején található. A Trišna kućánál levő barlang 920 méteren van. Kréta kori mészkövekbe mélyül, falain kalcitképzödmények vannak. Az utolsó ilyen típusú barlang Uvalában található, és ugyanazokkal a tulajdonságokkal rendelkezik, mint az előző két barlang. Két „koppanó” típusú aknabarlang is található itt, amelyeket azért neveztek el így, mert a barlangba dobott kő koppannó hangokat eredményez. Az egyik a Srneticán, a Krstasto vrh alatti Janičija ograda közelében található, a másik pedig a Poljanán, szintén a Krstasto vrh alatt. A Banjički vrh felé egy lépcsőzetes típusú barlang is található.[9]